# وارنتون (کارولینای شمالی)
وارنتون (به انگلیسی: Warrenton) شهری در ایالت کارولینای شمالی کشور ایالات متحده آمریکا است که جمعیت آن در سرشماری سال ۲۰۱۰ میلادی، ۸۶۲ نفر بوده‌است.